# Okręg Rheintal
Rheintal (niem. Wahlkreis Rheintal) – okręg w Szwajcarii, w kantonie St. Gallen.  
Okręg składa się z 13 gmin (Gemeinde) o powierzchni 138,94 km² i o liczbie mieszkańców 75 399.

## Gminy
1. Altstätten
2. Au
3. Balgach
4. Berneck
5. Diepoldsau
6. Eichberg
7. Marbach
8. Oberriet
9. Rebstein
10. Rheineck
11. Rüthi
12. St. Margrethen
13. Widnau